# Persone di nome Einar
| Questa pagina contiene informazioni ricavate automaticamente dalle voci biografiche con l'ausilio del template Bio e di un bot. L'aggiornamento è periodico e automatico e ricostruisce completamente la pagina. Se manca una persona in questa lista, sei pregato di non aggiungerla, ma accertati piuttosto che la sua voce biografica contenga il template Bio e che i dati anagrafici siano correttamente compilati. Se il template Bio manca, inseriscilo tu stesso o, in alternativa, metti l'avviso {{tmp\|Bio}} che ne segnala la mancanza. Se i dati riportati sono sbagliati, correggi direttamente la voce biografica; le modifiche saranno visibili in questa lista entro pochi giorni. Per chiarimenti vedi il progetto antroponimi. La lista contiene solo le 61 persone che sono citate nell'enciclopedia e per le quali è stato implementato correttamente il template Bio. Pagina aggiornata al 22 lug 2025. |

Questa è una lista di persone presenti nell'enciclopedia che hanno il nome Einar, suddivise per attività principale.

## Allenatori di calcio(1)
- Charles Berstad, allenatore di calcio e ex calciatore norvegese (n. 1964)

## Arbitri di calcio(1)
- Einar Halle, ex arbitro di calcio e ex calciatore norvegese (Molde, n. 1943)

## Attori(4)
- Einar Sissener, attore e regista norvegese (Kristiania, n. 1897 - Oslo, † 1968)
- Einar Tveito, attore norvegese (Lårdal, n. 1890 - † 1958)
- Einar Vaage, attore norvegese (Hamar, n. 1889 - Oslo, † 1973)
- Einar Zangenberg, attore, regista e sceneggiatore danese (Copenaghen, n. 1882 - Vienna, † 1918)

## Biatleti(1)
- Einar Hedegart, biatleta e fondista norvegese (n. 2001)

## Calciatori(21)
- Einar Jan Aas, ex calciatore norvegese (Moss, n. 1955)
- Einar Friis Baastad, calciatore norvegese (Oslo, n. 1890 - Berlino Ovest, † 1974)
- Einar Braut, ex calciatore norvegese (Klepp, n. 1975)
- Einar Daníelsson, ex calciatore islandese (Reykjavík, n. 1970)
- Einar Galilea, calciatore spagnolo (Vitoria, n. 1994)
- Einar Gundersen, calciatore norvegese (Skien, n. 1896 - Tønsberg, † 1962)
- Einar Gundersen, calciatore norvegese (n. 1915 - † 1997)
- Einar Halling-Johansson, calciatore svedese (Göteborg, n. 1893 - Enskede, † 1958)
- Einar Hansen, calciatore faroese (Runavík, n. 1988)
- Einar Hansen, calciatore norvegese (n. 1892 - † 1951)
- Einar Kalsæg, ex calciatore norvegese (n. 1979)
- Einar Karlsson, calciatore svedese (n. 1909 - † 1967)
- Einar Larsen, calciatore norvegese (n. 1904 - † 1977)
- Einar Middelboe, calciatore danese (Brunnby, n. 1883 - Frederiksberg, † 1968)
- Einar Nordlie, calciatore norvegese (n. 1896 - † 1966)
- Einar Rossbach, ex calciatore norvegese (Porsgrunn, n. 1964)
- Einar Sæbø, calciatore norvegese (Årdal, n. 1960 - Stavanger, † 2019)
- Einar Sandberg, calciatore norvegese (n. 1905 - † 1987)
- Einar Snitt, calciatore svedese (n. 1905 - † 1973)
- Einar Páll Tómasson, ex calciatore islandese (Árborg, n. 1968)
- Einar Wilhelms, calciatore norvegese (Fredrikstad, n. 1895 - Fredrikstad, † 1978)

## Cantanti(2)
- Einar, cantante cubano (Santiago di Cuba, n. 1993)
- Einar Solberg, cantante e tastierista norvegese (Notodden, n. 1985)

## Cavalieri(1)
- Folke Sandström, cavaliere e militare svedese (Halmstad, n. 1892 - Alingsås, † 1962)

## Combinatisti nordici(1)
- Einar Landvik, combinatista nordico norvegese (Kviteseid, n. 1898 - Tinn, † 1993)

## Diplomatici(1)
- Einar Bull, diplomatico norvegese (Alta, n. 1942)

## Fondisti(2)
- Einar Sagstuen, ex fondista norvegese (n. 1951)
- Einar Østby, fondista norvegese (Vinger, n. 1935 - † 2022)

## Fotografi(1)
- Einar Olsen, fotografo danese (Copenaghen, n. 1886 - † 1966)

## Ginnasti(2)
- Einar Sahlstein, ginnasta finlandese (n. 1887 - † 1936)
- Einar Strøm, ginnasta norvegese (Haugesund, n. 1885 - Bergen, † 1964)

## Hockeisti su ghiaccio(1)
- Einar Bruno Larsen, hockeista su ghiaccio e calciatore norvegese (Oslo, n. 1939 - † 2021)

## Ingegneri(1)
- Einar Skinnarland, ingegnere norvegese (Vinje, n. 1918 - Toronto, † 2002)

## Medici(1)
- Einar Perman, medico e collezionista d'arte svedese (Stoccolma, n. 1893 - Stoccolma, † 1976)

## Militari(1)
- Einar Thambarskelfir, militare norvegese (Norvegia, n. 980 - Norvegia, † 1050)

## Musicisti(1)
- Eberg, musicista e cantante islandese (Reykjavík, n. 1973)

## Pianisti(2)
- Einar Moen, pianista, tastierista e compositore norvegese (n. 1977)
- Einar Steen-Nøkleberg, pianista e docente norvegese (Østre Toten, n. 1944)

## Pittori(1)
- Einar Hein, pittore danese (Copenaghen, n. 1875 - Frederiksberg, † 1931)

## Poeti(3)
- Einar Benediktsson, poeta e avvocato islandese (Ellíðavatn, n. 1864 - Herdísarvík, † 1940)
- Einarr Helgason, poeta islandese (Breiðafjörður)
- Otto Gelsted, poeta danese (Middelfart, n. 1888 - Copenaghen, † 1968)

## Politici(2)
- Einar Arnórsson, politico islandese (n. 1880 - † 1955)
- Einar Gerhardsen, politico norvegese (Asker, n. 1897 - Oslo, † 1987)

## Pugili(1)
- Otto Wallin, pugile svedese (Sundsvall, n. 1990)

## Sciatori alpini(1)
- Einar Bøhmer, ex sciatore alpino norvegese (n. 1968)

## Scrittori(2)
- Einar Kárason, scrittore e sceneggiatore islandese (Reykjavík, n. 1955)
- Einar Már Guðmundsson, scrittore islandese (Reykjavík, n. 1954)

## Sollevatori(2)
- Einar Eriksson, sollevatore svedese (Ljusdal, n. 1921 - Enköping, † 2009)
- Einar Sundström, sollevatore finlandese (Helsinki, n. 1919 - Helsinki, † 2003)

## Tiratori a segno(1)
- Einar Liberg, tiratore a segno norvegese (Elverum, n. 1873 - Oslo, † 1955)

## Velisti(2)
- Einar Berntsen, velista e pattinatore di velocità su ghiaccio norvegese (Tønsberg, n. 1891 - Nøtterøy, † 1965)
- Einar Torgersen, velista norvegese (Drammen, n. 1886 - Drammen, † 1946)

## Senza attività specificata(1)
- Einar Naumann, limnologo svedese (n. 1891 - † 1934)